# Occupation de la Norvège par le Troisième Reich
 (février 2025).
Si vous disposez d'ouvrages ou d'articles de référence ou si vous connaissez des sites web de qualité traitant du thème abordé ici, merci de compléter l'article en donnant les références utiles à sa vérifiabilité et en les liant à la section « Notes et références ».

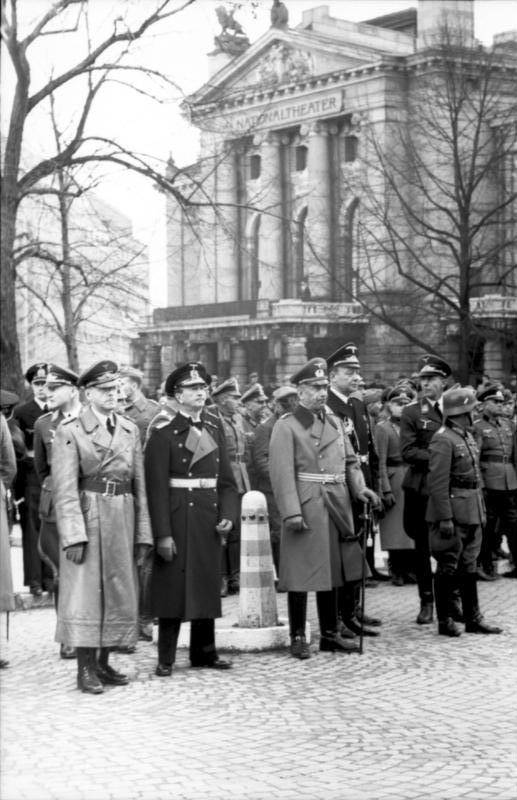
Des officiers allemands devant le Nationaltheatret à Oslo en 1940.

L’occupation de la Norvège par le Troisième Reich au cours de la Seconde Guerre mondiale débute le 9 avril 1940 avec l'invasion allemande de la Norvège. Elle ne s'achève que le 8 mai 1945, après la capitulation des forces allemandes en Europe. Durant cette période, la Norvège est placée sous la domination militaire de la Wehrmacht tandis qu'une administration civile est assurée par le Reichskommissariat Norwegen. À partir de 1942, l'occupant met en place un gouvernement collaborationniste dirigé par le nationaliste Vidkun Quisling. Dans le même temps, le roi Haakon VII et un gouvernement légitime continuent la guerre en exil depuis Londres. Cette période d'occupation militaire est généralement appelée « années de guerre » ou « période d'occupation » en Norvège.

## Contexte

### La Norvège avant la guerre
Devenue pleinement indépendante de la Suède en 1905, la Norvège reste neutre durant la Première Guerre mondiale. Au début des années 1930, la neutralité demeure la doctrine officielle de la Norvège en matière de politique étrangère en raison du pacifisme promu par le parti travailliste au pouvoir ainsi que de l'austérité budgétaire. Toutefois, sous l'impulsion des mouvances de droite et du roi Haakon VII qui agit en sous-main, le Storting finit à la fin des années 1930 par décider d'une augmentation de moyens alloués à l'armée.
Le 28 avril 1939, Adolf Hitler propose un pacte de non-agression aux pays scandinaves. La Norvège le refuse, au même titre que la Suède et la Finlande, afin de préserver sa neutralité. Le gouvernement norvégien est toutefois résolu à éviter une guerre avec la Grande-Bretagne.
À partir de l'automne 1939, avec le déclenchement de la Seconde Guerre mondiale, la position stratégique de la Norvège dans la mer du Nord la place sous la menace imminente d'une invasion. Entre septembre 1939 et avril 1940, le pays commence à mobiliser son armée et se prépare à supporter un blocus maritime. Plusieurs incidents militaires se produisent, notamment l'incident naval du Altmark allemand arraisonné par la Royal Navy dans le Jøssingfjord. La Norvège tente de négocier des traités commerciaux favorables à la fois avec l'Allemagne et le Royaume-Uni mais il apparaît de plus en plus clair que chaque belligérant a intérêt à prendre contrôle de la Norvège, afin d'en bloquer l'accès à l'adversaire.
Le Royaume-Uni fait notamment pression sur le gouvernement pour que la Norvège mette à disposition sa flotte marchande pour transporter des biens britanniques et souhaite que le pays participe au blocus naval contre l'Allemagne. À partir de mars 1940, le Royaume-Uni envisage une invasion de la Norvège sous prétexte de répondre à l'agression allemande. L'objectif est d'atteindre les mines de Gällivare dont celle de Malmberget, en Suède, afin de priver l'Allemagne des exportations d'acier suédois, vitales pour son industrie de guerre. Il est également espéré que l'ouverture d'un front en Scandinavie détournera l'Allemagne de l'attaque en France.
Entre le 3 septembre 1939 au 8 avril 1940, 55 navires norvégiens d'un tonnage total de 120 742 tjb coulent par fait de guerre, mines, torpillages, etc., dans l'immense majorité d'origine allemandes, causant la mort de 393 personnes.

## Invasion par l'Allemagne nazie
Sous prétexte que la Norvège avait besoin d'être protégée de l'ingérence britannique et française, l'Allemagne l'envahit en visant ces objectifs :
- sécuriser des ports à partir desquels les forces navales allemandes pourraient contrôler le nord de l'océan Atlantique ;
- garantir l'approvisionnement en minerai de fer en passant par Narvik ;
- devancer une invasion britannique et française ;
- renforcer l'influence du Reich sur l'Europe.

Par négligence à la fois de la part du ministre norvégien des Affaires étrangères Halvdan Koht et du ministre de la Défense Birger Ljungberg, la Norvège n'était en grande partie pas préparée à l'invasion militaire allemande lorsqu'elle est survenue dans la nuit du 8 au 9 avril 1940. Une tempête majeure le 7 avril entraîne la marine britannique, qui échoue à établir un contact avec la flotte d'invasion allemande. Conformément à la tactique de la guerre-éclair, les forces allemandes attaquent la Norvège par la mer et par les airs durant l'opération Weserübung. La première vague d'attaquants allemands ne comptait qu'environ 10 000 hommes. Les navires allemands pénètrent dans l'Oslofjord, mais sont arrêtés lorsque les torpilles d'Oscarsborg coulent le vaisseau amiral allemand Blücher et endommagent les autres navires de la force opérationnelle allemande. Le Blücher transportait alors les forces qui devaient assurer le contrôle de l'appareil politique en Norvège, mais le naufrage et la mort de plus de 1 000 soldats et membres d'équipage ont retardé les Allemands, de sorte que le roi et le gouvernement norvégien purent s'enfuir d'Oslo. Dans les autres villes attaquées, les Allemands n'ont fait face qu'à une résistance faible.
Les principaux ports norvégiens d'Oslo jusqu'à Narvik sont occupés par des détachements avancés de troupes allemandes, transportés sur des destroyers. Au même moment, un bataillon de parachutistes capture les aérodromes d'Oslo et de Stavanger, et 800 avions allemands survolent la zone. La résistance norvégienne à Narvik, Trondheim (deuxième ville de Norvège et la clé stratégique de la Norvège), Bergen, Stavanger et Kristiansanda est vaincue très rapidement et la résistance d'Oslo aux forces maritimes finit par échouer lorsque les troupes allemandes de l'aérodrome entrent dans la ville. Une défense improvisée à Midtskogen permet cependant d'empêcher un raid allemand de capturer le roi et le gouvernement.
La mobilisation norvégienne fut entravée par la perte d'une grande partie de l'équipement militaire au cours des premières heures de l'invasion, l'ordre de mobilisation peu clair du gouvernement et la confusion générale causée par l'énorme choc psychologique de l'attaque allemande. L'armée norvégienne a donc planifié sa campagne comme une retraite tactique en attendant des renforts britanniques.
La marine britannique ouvre la voie à Narvik le 13 avril, coulant un sous-marin et huit destroyers dans le fjord. Les troupes britanniques et françaises débarquent sur terre le lendemain, puis à Namsos et Åndalsnes, pour attaquer Trondheim. Les Allemands, cependant, font venir de nouvelles troupes à l'arrière des Britanniques à Namsos et remontent le Gudbrandsdalslågen depuis Oslo contre la force d'Åndalsnes.
Les Allemands, Français et Britanniques ont alors environ 25 000 hommes chacun en Norvège. Le 23 avril, une discussion s'entame à propos de l'évacuation des troupes alliées et, le 24 avril, les troupes norvégiennes, soutenues par des soldats français, ne parviennent pas à repousser les Panzer. À partir du 26 avril, les Britanniques décident d'évacuer la Norvège. Le 5 mai, les dernières poches de résistance norvégiennes restantes dans le sud et le centre de la Norvège ont été vaincues à Vinjesvingen et à Hegra.
Au nord, les troupes allemandes livrent un combat acharné lors de la bataille de Narvik. Résistant à cinq fois plus de troupes britanniques et françaises, ils quittent finalement Narvik le 28 mai. En se déplaçant vers l'est, les Allemands sont surpris d'apprendre que les Britanniques quittent à leur tour Narvik le 3 juin. L'offensive allemande en France avait tellement progressé que les Britanniques ne pouvaient plus se permettre un engagement militaire en Norvège. Le roi Haakon VII et une partie de son gouvernement partent pour l'Angleterre sur le croiseur britannique HMS Glasgow pour établir le gouvernement norvégien en exil.
Les combats se poursuivent dans le nord de la Norvège jusqu'au 10 juin, date à laquelle la 6e division norvégienne s'est rendue peu de temps après l'évacuation des forces alliées dans le contexte d'une défaite imminente en France. Parmi les territoires occupés par l'Allemagne en Europe occidentale, la Norvège fut le pays ayant le plus longtemps résisté à l'invasion allemande — environ deux mois.
Environ 300 000 Allemands sont envoyés en garnison en Norvège pour le reste de la guerre. En occupant la Norvège, Hitler a obtenu la protection de l'approvisionnement de l'Allemagne en minerai de fer en provenance de Suède ainsi que des bases navales et aériennes avec lesquelles frapper le Royaume-Uni.

## Le régime d'occupation

### Liens avec l'Allemagne
Avant l'invasion, Vidkun Quisling, dirigeant du parti fasciste norvégien, le Nasjonal Samling (« Rassemblement national »), avait tenté de persuader Adolf Hitler qu'il formerait un gouvernement pour soutenir l'occupation allemande. Bien qu'Hitler soit resté peu réceptif à l'idée, il a donné l'ordre de rédiger des plans dans le cadre de l'invasion de la Norvège. Ainsi, le premier jour de l'invasion, Quisling, de sa propre initiative, fait irruption dans les studios NRK à Oslo le 9 avril et diffuse une émission nationale à 19 h 30, où il se déclare premier ministre et ordonne l'arrêt immédiat de toute résistance. Cela déplut aux autorités allemandes, qui souhaitaient initialement que le gouvernement légitime reste en place. Néanmoins, lorsqu'il devint évident que la situation ne changerait pas, les Allemands en vinrent rapidement à reconnaître Quisling. Hitler ne connaissant personne de mieux, il le soutient dès le soir du 9 avril, exigeant que le roi Haakon le nomme formellement Premier ministre.
Lorsque l'ambassadeur d'Allemagne en Norvège, Curt Bräuer, présente les demandes de son gouvernement à Haakon, le roi fait savoir qu'il abdiquera avant de nommer Quisling premier ministre. Les Allemands réagirent en bombardant le village qu'ils pensaient que le roi occupait. Haakon avait en réalité quitté les lieux au moment des premières détonations. Réalisant que le parti de Quisling ne pouvait rassembler aucun soutien significatif, les Allemands l'ont rapidement repoussé. Un conseil d'administration dirigé par Ingolf Elster Christensen a donc été créé le 15 avril pour administrer les zones passées sous contrôle allemand. Ce conseil a été aboli le 20 septembre 1940, lorsque le Reichskommissar Josef Terboven prend le pouvoir en formant son propre cabinet. Terboven tente alors de négocier un arrangement avec les membres restants du parlement norvégien pour constituer un cabinet pro-nazi ayant un semblant de légitimité, mais ces pourparlers échouent.
Quisling est par conséquent réinstitué à la tête de l'État le 20 février 1942, bien que Terboven continue d'utiliser la violence comme outil politique, ce qu'il fait à plusieurs reprises, en imposant la loi martiale à Trondheim et en ordonnant la destruction de Telavåg. Quisling estimait qu'en assurant la stabilité économique et en assurant la médiation entre la société civile norvégienne et les occupants allemands, son parti gagnerait progressivement la confiance de la population. L'adhésion au Nasjonal Samling a légèrement augmenté au cours des premières années de l'occupation mais n'a jamais atteint des niveaux significatifs et s'est érodée vers la fin de la guerre.
Parmi les Norvégiens ayant soutenu le parti collaborationniste Nasjonal Samling, relativement peu étaient des collaborateurs actifs. Le plus notoire d'entre eux est Henry Rinnan, dirigeant du Sonderabteilung Lola (connu localement sous le nom de Rinnanbanden ou « le gang Rinnan »), un groupe d'informateurs ayant infiltré la résistance norvégienne, réussissant ainsi à capturer et à assassiner nombre de ses membres. D'autres collaborateurs appartenaient au Statspolitiet (STAPO), une force de police qui opérait indépendamment de la police régulière. La Statspolitiet était étroitement liée au régime Quisling et recevait également des ordres directement de la Sicherheitspolizei allemande. Hirden était une force paramilitaire fasciste avec des membres du parti subordonnés au parti au pouvoir, et qui recourait largement à la violence.
Les forces militaires telles que la Heer et la Luftwaffe sont restées sous le commandement direct de l'Oberkommando der Wehrmacht en Allemagne tout au long de la guerre, mais toute autre autorité était dévolue au commissaire du Reich. Les autorités nazies ont tenté de promulguer une législation les soutenant, interdisant les partis politiques et effectuant des pressions sur les syndicats. Bien qu'il y ait eu beaucoup de résistance contre la plupart des politiques du gouvernement nazi, il y eut également une coopération considérable pour assurer l'activité économique et les programmes de protection sociale.
Le Schutzstaffel a maintenu un effectif de six mille personnes en Norvège pendant la Seconde Guerre mondiale, sous le commandement de l'Obergruppenführer Wilhelm Rediess. La plupart de ces troupes étaient sous l'autorité de la Waffen-SS. En novembre 1944, trois SS et chefs de police (SSPF) subordonnés à Rediess sont nommés : le SS-Oberführer Heinz Roch pour le nord de la Norvège, l'Oberführer Richard Kaaserer pour le centre de la Norvège et le Gruppenführer Jakob Sporrenberg pour le sud de la Norvège. Le puissant cuirassé Tirpitz a été stationné en Norvège pendant la majeure partie de la guerre, jusqu'à ce qu'il soit finalement coulé lors de la dernière de nombreuses attaques.
La Norvège fut le pays le plus fortement fortifié pendant la guerre : plusieurs centaines de milliers de soldats allemands étaient stationnés en Norvège, dans un rapport d'un soldat allemand pour huit Norvégiens. La plupart des soldats allemands se considéraient comme chanceux d'être en Norvège, en particulier par rapport à ceux sur le front de l'Est. De plus, environ 15 000 Norvégiens se sont portés volontaires pour le combat du côté nazi. Sur les 6 000 envoyés au combat dans des divisions SS, la plupart ont eux été envoyés sur le front de l'Est.

### Résistance
Des membres de la résistance, comme Nina Hasvoll, Caroline (Nic) Waal et Sigrid Helliesen Lund, recueillent des enfants juifs au Foyer des enfants juifs à Oslo et parviennent à les soustraire aux nazis.
Au fil du temps, un mouvement organisé de résistance armée, connu sous le nom de Milorg et comptant quelque 40 000 hommes armés à la fin de la guerre, se forme sous un commandement unifié, ce qui facilite grandement la passation du pouvoir en mai 1945.
Une distinction était faite entre le front intérieur (Hjemmefronten) et le front extérieur (Utefronten). Le front intérieur consistait en des sabotages, des raids et des opérations clandestines par des membres de Milorg, ainsi qu'en la collecte de renseignements. Pendant ce temps, le front extérieur comprenait la flotte marchande norvégienne, la marine royale norvégienne qui avait évacué bon nombre de ses navires vers la Grande-Bretagne, des escadrons norvégiens sous le commandement de la Royal Air Force britannique et plusieurs groupes de commandos opérant depuis la Grande-Bretagne et les Shetland.
D'éminents membres de la résistance, parmi lesquels Max Manus et Gunnar Sønsteby, ont détruit plusieurs navires et approvisionnements de la Kriegsmarine. Des organisations radicales telles que le groupe Osvald ont saboté un certain nombre de trains et de chemins de fer. Cependant, la plupart des organisations ont opté pour la résistance passive. Des journaux illégaux ont été distribués, notamment Friheten, Vårt Land et Fritt Land.
L'une des actions les plus réussies de la résistance norvégienne a été le sabotage norvégien de l'eau lourde, qui paralysa le projet nucléaire allemand.

### Vie sous l'occupation
Les Norvégiens ont rapidement été confrontés à la rareté des produits alimentaires de base, conjuguée à une baisse de la productivité. Le risque de famine devint rapidement réel. Beaucoup de Norvégiens, sinon la plupart, commencèrent à cultiver leurs propres cultures et à élever leur propre bétail. Les parcs de la ville furent divisés pour les habitants, qui cultivaient des pommes de terre, du chou et d'autres légumes rustiques. Les Norvégiens gardaient des cochons, des lapins, des poulets et d'autres volailles dans leurs maisons et leurs dépendances. La pêche et la chasse se sont généralisées. Le marché gris et noir assurait la circulation des marchandises. Les Norvégiens ont également appris à utiliser des produits à des fins très diverses, allant du carburant au café, au thé et au tabac.

### Shoah en Norvège
Au début de l'occupation, il y avait au moins 2 173 Juifs en Norvège. Au moins 775 d'entre eux ont été arrêtés, détenus et/ou déportés. 742 ont été envoyés dans les centres de mise à mort, 23 sont morts à la suite d'exécutions extrajudiciaires, de meurtres et de suicides pendant la guerre, portant le total des morts juifs norvégiens à au moins 765. En plus des rares survivants des centres de mise à mort, certains ont également survécu en fuyant le pays, principalement vers la Suède, mais parfois aussi vers le Royaume-Uni.

## Libération
Au terme d'un long conflit, les forces alliées reprennent lentement un Finnmark meurtri, tout en faisant face à des raids allemands. Des renforts arrivent du Rikspoliti norvégien basé en Suède ainsi que de Grande-Bretagne. Au total, 1 442 personnes sont transportées par avion de la Suède jusqu'au Finnmark, et en avril, les forces norvégiennes comptaient plus de 3 000 hommes. Le 26 avril, le commandement norvégien envoie un message indiquant que le Finnmark était libre.
Vers la fin de la guerre, en mars 1945, le Reichskommissar Josef Terboven envisagea de faire de la Norvège le dernier bastion du Troisième Reich et le dernier sanctuaire des dirigeants allemands. Cependant, à la suite du suicide d'Adolf Hitler le 30 avril, l'amiral Karl Dönitz convoqua Terboven et le général Franz Böhme à une réunion à Flensbourg, où ils reçurent l'ordre de suivre les instructions du quartier général. À son retour en Norvège, le général Böhme émet une directive secrète à ses commandants dans laquelle il ordonne une « obéissance inconditionnelle » et une « discipline de fer ».
Les forces allemandes au Danemark se rendent le 5 mai. Avec seulement environ 30 000 soldats disponibles, le général Montgomery choisit d'exclure la reddition de la Norvège des redditions du 5 mai qui comprenaient le Danemark, la Hollande et le nord-est de l'Allemagne et charge Andrew Thorne de négocier la reddition des 350 000 soldats allemands en Norvège.
Dönitz démet Terboven de son poste de Reichskommissar le 7 mai, transférant ses pouvoirs au général Böhme. À 21 h 10 le même jour, le haut commandement allemand ordonne à Böhme de suivre les plans de capitulation, et fait une émission de radio à 22 h dans laquelle il déclare que les forces allemandes en Norvège obéiraient aux ordres. Cela conduit à une mobilisation immédiate et totale de Milorg. Plus de 40 000 Norvégiens armés occupent le Palais Royal, le principal poste de police d'Oslo, ainsi que d'autres bâtiments publics. Une nouvelle administration norvégienne est également mise en place.
L'après-midi suivant, le 8 mai, une mission militaire alliée arrive à Oslo pour remettre les conditions de la capitulation aux Allemands et organise la reddition qui prend effet à minuit. Les conditions prévoient que le haut commandement allemand accepte d'arrêter tous les membres du parti nazi allemand et norvégien répertoriés par les Alliés, de désarmer toutes les troupes SS et d'envoyer toutes les forces allemandes dans des zones précises. Plusieurs hauts responsables nazis et SS préfèrent le suicide à la reddition, dont Terboven lui-même.
Après la libération, le gouvernement norvégien en exil est remplacé par une coalition dirigée par Einar Gerhardsen qui gouverne jusqu'à l'automne 1945, date de la tenue des premières élections d'après-guerre, renvoyant Gerhardsen au poste de Premier ministre, à la tête d'un gouvernement travailliste.